# Konjunkcija (logika)
V matematični logiki je konjunkcija dvočlena logična operacija med izjavami. Izraz konjunkcija izhaja iz latinske besede coniunctio, ki pomeni povezava. Znak za konjunkcijo je ∧ (beri:  in ali in hkrati). Konjunkcija izjav A in B je  izjava A∧B, ki je pravilna, samo če sta oba operanda pravilna, drugače pa je napačna.

## Pravilnostna tabela
| A | B | A ∧ B |
| - | - | ----- |
| p | p | p     |
| p | n | n     |
| n | p | n     |
| n | n | n     |

Opomba: p - pravilno, n - nepravilno